# Landtagswahl im Burgenland 1956
- SPÖ: 15
- ÖVP: 16
- FPÖ: 1

Die Landtagswahl im Burgenland 1956 wurde am 13. Mai 1956 durchgeführt und war die 8. Landtagswahl im österreichischen Bundesland Burgenland. Bei der Wahl konnte sich die Österreichische Volkspartei (ÖVP), die bei der Landtagswahl 1953 ihre absolute Stimmenmehrheit verloren hatte, stabilisieren und erzielte mit einem Plus von 0,8 Prozentpunkten einen Stimmenanteil von 49,2 % sowie erneut 16 der 32 Mandate. Die Sozialistische Partei Österreichs (SPÖ) profitierte von den Verlusten der Kommunistischen Partei Österreichs (KPÖ) und konnte rund 1,3 Prozentpunkte sowie ein Mandat hinzugewinnen. Die SPÖ erreichte so bei einem Stimmanteil von 46,0 % 15 Mandate und verbuchte damit ihr bis dato bestes Ergebnis bei einer Landtagswahl im Burgenland. Die erstmals angetretene Freiheitliche Partei Österreichs, die die Nachfolge der Wahlpartei der Unabhängigen (WdU) angetreten hatte, kam auf 2,9 % und konnte das Mandat der WdU halten. Die KPÖ scheiterte hingegen mit einem Minus von 1,3 Prozentpunkten und einem Stimmenanteil von 1,9 % am Einzug in den Landtag.
Der Landtag der VIII. Gesetzgebungsperiode konstituierte sich in der Folge am 11. Juni 1956 und wählte am 22. Juni 1956 die Landesregierung Johann Wagner I.

## Ergebnisse
|                                         | Ergebnisse 1956 | Ergebnisse 1956 | Ergebnisse 1956 | Ergebnisse 1953 | Ergebnisse 1953 | Ergebnisse 1953 | Differenzen | Differenzen | Differenzen |
| --------------------------------------- | --------------- | --------------- | --------------- | --------------- | --------------- | --------------- | ----------- | ----------- | ----------- |
| Wahlberechtigte                         | 175.955         | 175.955         | 175.955         | 176.396         | 176.396         | 176.396         | - 441       | - 441       | - 441       |
| Wahlbeteiligung                         | 95,33 %         | 95,33 %         | 95,33 %         | 96,25 %         | 96,25 %         | 96,25 %         | - 0,92 %    | - 0,92 %    | - 0,92 %    |
|                                         | Stimmen         | %               | Mand.           | Stimmen         | %               | Mand.           | Stimmen     | %           | Mand.       |
| Abgegebene Stimmen                      | 167.734         |                 |                 | 169.787         |                 |                 | - 2.053     |             |             |
| Ungültig                                | 2.784           | 1,66 %          |                 | 2.273           | 1,34 %          |                 | + 511       | + 0,32 %    |             |
| Gültig                                  | 164.950         | 98,34 %         |                 | 167.514         | 98,66 %         |                 | - 2.564     | - 0,32 %    |             |
| Partei                                  |                 |                 |                 |                 |                 |                 |             |             |             |
| Österreichische Volkspartei (ÖVP)       | 81.144          | 49,19 %         | 16              | 81.138          | 48,44 %         | 16              | + 6         | + 0,75 %    | ± 0         |
| Sozialistische Partei Österreichs (SPÖ) | 75.878          | 46,00 %         | 15              | 74.934          | 44,73 %         | 14              | + 944       | + 1,27 %    | + 1         |
| Freiheitliche Partei Österreichs (FPÖ)  | 4.805           | 2,91 %          | 1               | 6.056           | 3,62 %          | 1               | - 1.251     | - 0,71 %    | ± 0         |
| Kommunistische Partei Österreichs (KPÖ) | 3.123           | 1,89 %          | 0               | 5.386           | 3,22 %          | 1               | - 2.263     | - 1,33 %    | - 1         |
| Gesamt                                  | 164.950         | 100,00 %        | 32              | 167.514         | 100,00 %        | 32              | - 2.564     |             |             |